# 博萊斯瓦維茨縣

51°16′N 15°34′E / 51.267°N 15.567°E
博萊斯瓦維茨縣（波蘭語：Powiat bolesławiecki），是波蘭的縣份，位於該國西南部，由下西里西亞省負責管轄，首府設於博萊斯瓦維茨，面積1,303平方公里，2006年人口88,343，人口密度每平方公里68人。